# A magyar labdarúgó-válogatott 1986. június 2-i mérkőzése
A magyar labdarúgó-válogatott világbajnoki mérkőzése a Szovjetunió ellen, 1986. június 2-án. Ez volt a magyar csapat első mérkőzése az 1986-os világbajnokságon. A találkozót a Szovjetunió 6–0-ra nyerte meg. A londoni 6:3 mellett ez a magyar futballtörténelem legtöbbet emlegetett válogatott mérkőzése.

## Előzmények
A magyar válogatott a világbajnokság európai selejtezőjében, az 5. csoportban az első helyen végzett, megelőzve Hollandiát, Ausztriát és Ciprust. A hat mérkőzésből ötöt nyertek meg, csak az utolsó mérkőzésen kaptak ki hazai pályán Hollandiától. Azonban a magyarok számára az utolsó mérkőzésnek már nem volt jelentősége a továbbjutás szempontjából. 1986 márciusában felkészülési mérkőzésen a válogatott hazai pályán 3–0-ra legyőzte Brazíliát. A selejtezőcsoportban elért első helyezés és a brazilok legyőzése miatt a közvélemény jó vb-szereplést várt.
A mérkőzésen pályára lépő Détári Lajos 2013. szeptember 24-én megjelent önéletrajzi könyvében arról ír, hogy a találkozót megelőzően az edzéseket két hétig rendre délben tartották, a mexikói meleg időjárás elvette a játékosok energiáját. A találkozón így a játékosok már gyakorlatilag nem tudtak futni.

## A mérkőzés

### Az összeállítások
A kezdés időpontja helyi idő szerint, zárójelben magyar idő szerint olvasható.
| 1986. június 2. 12:00 (20:00) |

| Szovjetunió                                                                                      | 6 – 0               | Magyarország |
| ------------------------------------------------------------------------------------------------ | ------------------- | ------------ |
| Jakovenko 2' Alejnyikav 4' Bjelanov 24' (11-esből) Jaremcsuk 66' Dajka 73' (öngól) Rogyionov 80' | (3 – 0) Jegyzőkönyv |              |

| Estadio Irapuato, Irapuato Nézőszám: 16 500 Játékvezető: Luigi Agnolin (olasz) |

| Szovjetunió | Magyarország |

| SZOVJETUNIÓ:         |    |                     |     |
|                      |    |                     |     |
| K                    | 1  | Rinat Daszajev      |     |
| V                    | 2  | Volodimir Bezszonov |     |
| V                    | 5  | Anatolij Demjanenko |     |
| V                    | 21 | Vaszil Rac          |     |
| V                    | 10 | Oleh Kuznyecov      |     |
| V                    | 15 | Nyikolaj Larionov   |     |
| KP                   | 7  | Ivan Jaremcsuk      |     |
| KP                   | 8  | Pavlo Jakovenko     | 72' |
| KP                   | 9  | Olekszandr Zavarov  |     |
| KP                   | 20 | Szjarhej Alejnyikav |     |
| CS                   | 19 | Ihor Bjelanov       | 69' |
| Cserék:              |    |                     |     |
| CS                   | 14 | Szergej Rogyionov   | 69' |
| KP                   | 17 | Vadim Jevtusenko    | 72' |
| Szövetségi kapitány: |    |                     |     |
| Valerij Lobanovszkij |    |                     |     |

| MAGYARORSZÁG:        |    |                  |     |
|                      |    |                  |     |
| K                    | 1  | Disztl Péter     |     |
| V                    | 2  | Sallai Sándor    |     |
| V                    | 3  | Róth Antal       | 13' |
| V                    | 5  | Kardos József    |     |
| V                    | 6  | Garaba Imre      |     |
| V                    | 14 | Péter Zoltán     | 62' |
| KP                   | 8  | Nagy Antal       |     |
| KP                   | 10 | Détári Lajos     |     |
| CS                   | 7  | Kiprich József   |     |
| CS                   | 11 | Esterházy Márton |     |
| CS                   | 19 | Bognár György    |     |
| Cserék:              |    |                  |     |
| KP                   | 17 | Burcsa Győző     | 13' |
| KP                   | 9  | Dajka László     | 62' |
| Szövetségi kapitány: |    |                  |     |
| Mezey György         |    |                  |     |

| Asszisztensek: George Courtney Horst Brummeier |

## A mérkőzés következménye, hatásai
A válogatott ezt követően 2–0-ra legyőzte Kanadát, majd 3–0-ra kapott ki Franciaországtól és a csoport harmadik helyén végzett. A vb lebonyolítása szerint a csoportharmadikokból csak a legjobb négy jutott be a nyolcaddöntőbe. A két szerzett pont és a 2–9-es gólarány kevés volt ehhez, így a magyar csapat kiesett. Mezey György szövetségi kapitány a világbajnokság után lemondott. A magyar válogatott az 1986-os világbajnokság után sokáig nem jutott ki sem Európa-bajnokságra, sem világbajnokságra. Ez a sorozat 2015. november 15-én szakadt meg, amikor a 2016-os Európa-bajnokság pótselejtezőjén kétszer legyőzték Norvégiát és kijutottak az Eb-re.